# خلل تكون الغدة الدرقية
خلل تكوّن الغدة الدرقية (بالإنجليزية: Thyroid dysgenesis)‏ هو أحد أسباب قصور الغدة الدرقية الخلقي. حيث تكون الغدة الدرقية غائبة أو منتبذة أو ناقصة التطور بشدة. لا ينبغي الخلط بينه وبين نقص اليود، أو مع الأشكال الأخرى من قصور الغدة الدرقية الخلقي، مثل خلل تكون هرمونات الدرقية، حيث الغدة الدرقية موجودة ولكنها لا تقوم بوظيفتها بشكل صحيح.
يمكن أن يترافق قصور الغدة الدرقية الخلقي الناجم عن خلل تكون الغدة الدرقية مع PAX8.

## الغدة الدرقية المنتبذة
الغدة الدرقية المنتبذة، تسمى أيضاً الغدة الدرقية الإضافية، هي شكل من أشكال خلل تكون الغدة الدرقية حيث تكون الغدة الدرقية بأكملها أو أجزاء منها متوضعة في جزء آخر من الجسم. قد توجد الغدة الدرقية المنتبذة في أي مكان على طول مسار نزول الغدة الدرقية أثناء تطورها الجنيني، على الرغم من أنها تقع في أغلب الأحيان في قاعدة اللسان، خلف الثقب الأعور للسان . في هذا الموقع، تُعرف الغدة الدرقية الشاذة أو المنتبذة باسم الغدة الدرقية اللسانية. إذا فشلت الغدة الدرقية في النزول في مرحلة أعلى، فقد يكون مكان التوضع النهائي للغدة الدرقية مرتفعاً في الرقبة، كأسفل العظم اللامي مباشرة. يمكن أيضاً أن تنشأ أجزاء من أنسجة الغدة الدرقية المنتبذة (نسيج الغدة الدرقية الإضافي) من بقايا القناة الدرقية اللسانية، وقد تظهر في أي مكان على طول القناة. قد تكون أنسجة الغدة الدرقية الإضافية وظيفية، ولكنها بشكل عام غير كافية للحفاظ على سواء درقي إذا تمت إزالة الغدة الدرقية الرئيسية بالكامل.
تكون الغدة الدرقية اللسانية أكثر شيوعاً عند الإناث 4-7 مرات، وتتطور الأعراض خلال فترة البلوغ، الحمل، أو انقطاع الطمث. قد تكون الغدة الدرقية اللسانية لا عرضية، أو تعطي أعراضاً مثل عسر البلع (صعوبة في البلع)، بحة الصوت (صعوبة في الكلام)، وضيق النفس (صعوبة في التنفس).